# Abrar Osman
Abrar Osman (Eritrea, 1 de enero de 1994) es un atleta eritreo especializado en la prueba de 3000 m, en la que consiguió ser medallista de bronce mundial juvenil en 2011.

## Carrera deportiva
En el Campeonato Mundial Juvenil de Atletismo de 2011 ganó la medalla de bronce en los 3000 metros, con un tiempo de 7:40.89 segundos que fue su mejor marca personal, llegando a meta tras los atletas kenianos William Malel Sitonik y Patrick Mutunga Mwikya.